# Dedicated Short Range Communications

Les communications dédiées à courte portée  (DSRC pour l'anglais Dedicated Short Range Communications) sont des radiocommunications à sens unique ou à double sens et à courte ou moyenne portée, spécialement conçues pour les systèmes de transport intelligent (STI ou ITS), c'est-à-dire pour les communications entre un véhicule (automobile) et l'infrastructure (routière) ou entre deux véhicules. Le sigle « DSRC » désigne aussi l'ensemble de protocoles et de normes mis en jeu dans ce type de communications.
En octobre 1999, la Commission fédérale des communications américaine (FCC) a alloué 75 MHz du spectre électromagnétique dans la bande des 5,9 GHz pour les DSRC. De même, en août 2008, l’Institut européen des normes de télécommunication (ou ETSI, pour l'anglais European telecommunications standards institute) a alloué en Europe 30 MHz du spectre dans la bande 5,9 GHz pour les DSRC.
L'utilisation principale[Quand ?] des DSRC se trouve dans le télépéage. Les systèmes DSRC européen, japonais et américain ne sont pas compatibles.
D'autres applications possibles sont :
- contrôle coopératif de la vitesse de croisière des véhicules (en)
- détection coopérative de collision frontale
- évitement des collisions d'intersection
- avertissement d'approche des véhicules d'urgence
- inspection de sécurité des véhicules
- signaux de priorité des véhicules d'urgence
- paiements de stationnement électronique
- dédouanement et inspections de sécurité des véhicules commerciaux
- alarme depuis l'intérieur des véhicules
- avertissement de retournement
- sonde de collecte de données
- avertissement de passages à niveau
- et d'une manière générale, tous système d'alerte d'urgence pour les véhicules.

Le principal intérêt de la courte portée des DSRC est d'éviter de perturber les autres systèmes de communications et de permettre une communication très localisée.
D'autres protocoles sans fil de courte portée sont définis par les  normes IEEE 802.11 (Wi-Fi), Bluetooth et CALM (en).
En Europe, les administrations européennes ont alloué les bandes 5 855–5 875 MHz et 5 875–5 925 MHz — connues sous l'appellation « bande 5,9 GHz » — à l'Intelligent transport systems (véhicule connecté). Elles se décomposent comme suit[réf. non conforme] :
- 5 855–5 875 MHz applications ITS routières hors sûreté ;
- 5 875–5 935 MHz ITS et sûreté, décomposées en sous-bandes :
  - 5 875–5 915 MHz priorisée pour les applications ITS routières,
  - 5 915–5 925 MHz priorisée pour les applications ITS ferroviaires,
  - 5 925–5 935 MHz pour l'ITS ferroviaire uniquement.